# Plectromerus turnbowi
Plectromerus turnbowi là một loài bọ cánh cứng trong họ Cerambycidae.